# Jan Stasiński
Jan Władysław Stasiński (ur. 26 lipca 1869 w Bogdanowie, zm. 28 lutego 1939 w Poznaniu) – polski okulista, profesor tytularny Wydziału Lekarskiego Uniwersytetu Poznańskiego.

## Życiorys
Syn Józefa (właściciela ziemskiego) oraz Jadwigi z domu Okuniewskiej. Uczęszczał do poznańskiego gimnazjum św. Marii Magdaleny, z którego został usunięty wskutek manifestacji patriotycznej (świadectwo dojrzałości otrzymał w gimnazjum międzyrzeckim). 
Studia medyczne odbył na kilku uczelniach: w Berlinie, Genewie, Strasburgu, Bonn, Monachium oraz Würzburgu (w tym ostatnim mieście otrzymał dyplom doktora medycyny w 1895 na podstawie rozprawy pt. Beiträge zur Physiologie des Geruchsinnes). Po zdaniu egzaminu i uzyskaniu uprawnień państwowych do prowadzenia praktyki lekarskiej (1895) rozpoczął pracę jako asystent bez pensji prof. Guttmanna w Berlinie. Następnie pracował w uniwersyteckiej klinice okulistycznej: w austriackim Grazu u prof. Michała Borysiekiewicza oraz w Wiesbaden u prof. Regenstechera. Dokształcał się także w Paryżu. Samodzielny gabinet okulistyczny prowadził w Plauen, Frankfurcie nad Menem oraz w Kolonii. 
W 1899 przeprowadził się do Poznania, gdzie uruchomił prywatną lecznicę chorób oczu (najpierw pod adresem Marcinkowskiego 17, później Kantaka 2) oraz zaczął pracować bez pensji jako lekarz w Szpitalu Dziecięcym św. Józefa (dziś to Szpital przy ul. Krysiewicza w Poznaniu; pracował tam do końca życia; prowadził też później zajęcia dydaktyczne w ramach Uniwersytetu Poznańskiego). W ramach Wydziału Lekarskiego Poznańskiego Towarzystwa Przyjaciół Nauk, którego był członkiem, prowadził dla studentów wykłady z okulistyki (1919-1920). Od 1921 prowadził wykłady z oftalmoskopii w ramach nowo utworzonego Uniwersytetu Poznańskiego. W 1922 uzyskał habilitację prezentując rozprawę pt. O zaburzeniach czynnościowych nerwów organo-wegetacyjnych i dokrewnych narządów wydzielniczych w stosunku do chorób oka i leczeniu ich wstrząsem na podstawie własnych doświadczeń i spostrzeżeń. W 1927 wydał małą książkę pt. Kilka chwil rozmyślań nad żywotem Teofila Laënneca, genjalnego lekarza i wielkiego chrześcijanina. Nominację na profesora tytularnego Uniwersytetu Poznańskiego otrzymał w 1928. W kwestiach politycznych poglądy miał narodowo-konserwatywne. 

## Życie prywatne
Ożenił się z Ireną, z domu Kapuścińską, córką Bolesława Kapuścińskiego. Był szwagrem Witolda Kapuścińskiego. Miał pięcioro dzieci: Izabelę, Irenę, Janinę, Bohdana i Zbigniewa.